# Primer Recinto Fortificado
El Primer Recinto Fortificado es uno de los cuatro recintos fortificados que componen la ciudadela de Melilla la Vieja y está situado al este del Segundo Recinto Fortificado. Constituye el núcleo fundacional de Melilla. Levantado a partir de la conquista de Melilla en 1497 por Pedro de Estopiñán, enviado de los Reyes Católicos, este recinto se emplaza sobre el antiguo promontorio de Rusadir, de origen púnico-romano. Su ubicación estratégica, en un peñón que se adentra en el Mediterráneo, y su construcción adaptada a la topografía escarpada, confieren al recinto un valor histórico, militar y simbólico que lo convierte en una pieza clave del patrimonio fortificado español en el norte de África. A lo largo de los siglos, el primer recinto ha experimentado distintas transformaciones, pero mantiene su importancia como el centro neurálgico de la ciudadela.

### Ubicación y función estratégica
El primer recinto se encuentra en la zona más alta del peñón, lo que le permite dominar el entorno marítimo y terrestre. En su momento de mayor esplendor, durante el siglo XVI, albergó las principales instituciones militares, religiosas y administrativas de la plaza. Esta ubicación estratégica aseguraba el control de las aproximaciones marítimas y las entradas desde tierra firme, funcionando como la fortaleza principal y el corazón político y social de Melilla durante siglos.
Su diseño de defensa en profundidad, con murallas gruesas, torres circulares y estructuras subterráneas, garantizaba la protección de la población durante los asedios. A lo largo de las primeras décadas tras la conquista, este recinto fue el único espacio habitado, dado que la ciudad no se había expandido aún hacia el continente. Su importancia defensiva fue esencial durante la consolidación de la ciudad.

### Murallas
El primer recinto está rodeado por varios frentes defensivos que forman parte integral de la fortificación. Estos frentes fueron diseñados para proteger la ciudadela de posibles ataques tanto por mar como por tierra.

#### Frente de Levante

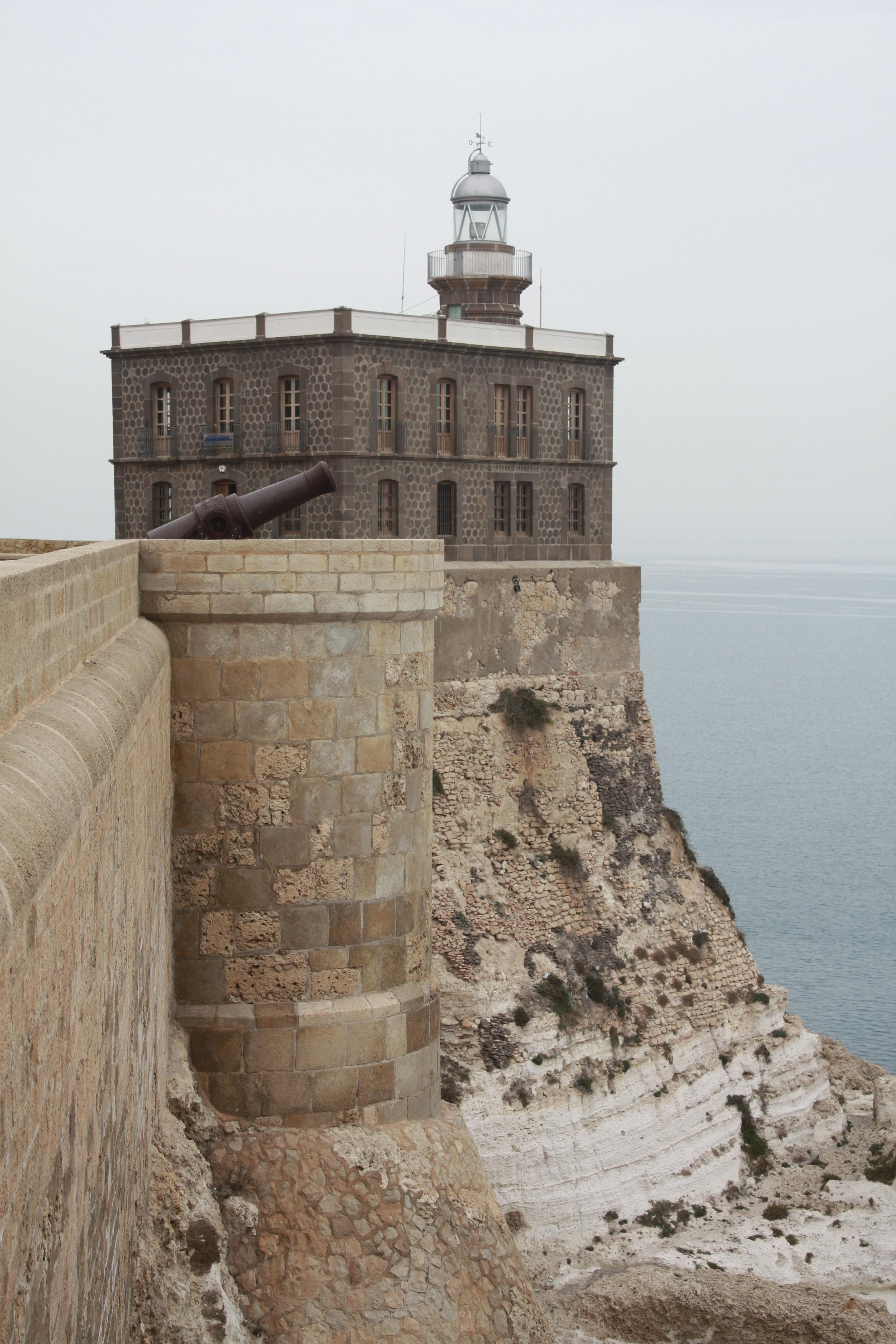
Faro de Melilla

El Frente de Levante se encuentra al este del primer recinto y fue levantado en el siglo XVI. Este frente tiene una serie de torreones y estructuras defensivas que, a lo largo de los siglos, han sido modificados y restaurados. Destacan:
- Torreón del Bonete, sobre el cual se levanta el Faro de Melilla.
- Puerta del Socorro, una de las principales entradas de la ciudadela.
- Torreón del Bonete Chico, de planta hemiésferica.
- Cuevas del General: Galerías excavadas en la roca que servían como refugio y almacén durante los asedios.
- Torreón de los Bolaños: Torre cuadrada con orejones.
- Torreón del Bernal Francés, también de planta hemiésferica.
- Cuevas de la Florentina: Un conjunto de galerías subterráneas utilizadas para el almacenamiento.
- Torreón de las Cabras, de planta circular.

Estos torreones fueron construidos inicialmente en 1515 y reformados en 1527 y 1533 por ingenieros como Gabriel Tadino de Martinengo y Sancho Escalante.

#### Frente de la Marina
El Frente de la Marina, ubicado al sur del primer recinto, fue clave para la protección de la ciudad desde el mar. Entre los elementos que lo conforman se encuentran:

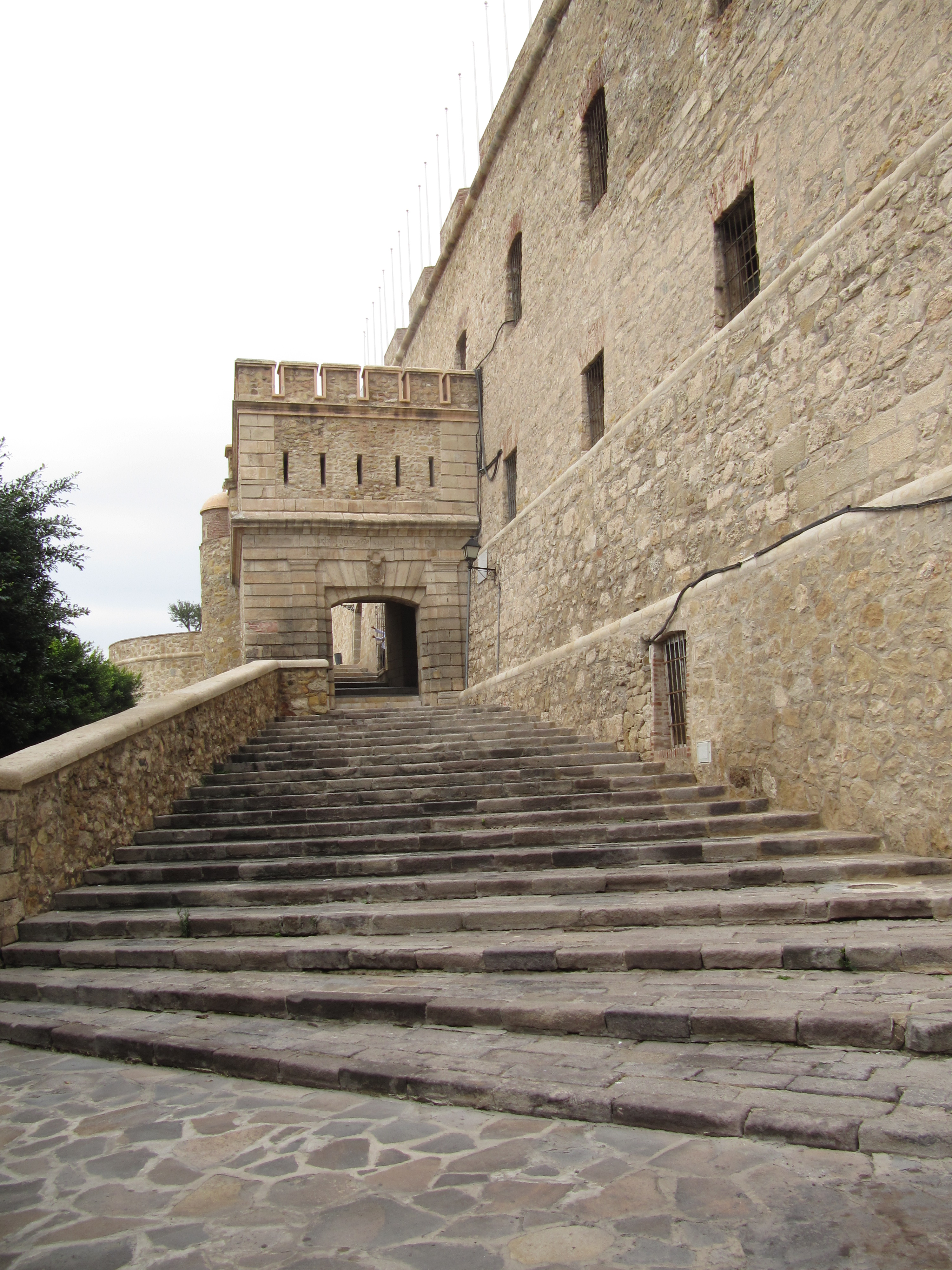
Puerta de la Marina

- Torreón de Florentina y la Muralla de Florentina.
- Torreón de San Juan y el Cuartel de Santa Ana.
- Cuartel de la Maestranza y la Batería de San Felipe.
- La Puerta de la Marina, elemento clave para el acceso a la ciudadela desde el mar.

El Frente de la Marina fue reconstruido entre 1677 y 1678 y recibió diversas reformas durante los siglos XIX y XX, incluidas instalaciones de parapetos y la construcción de la Puerta de la Marina.

#### Frente de Tierra

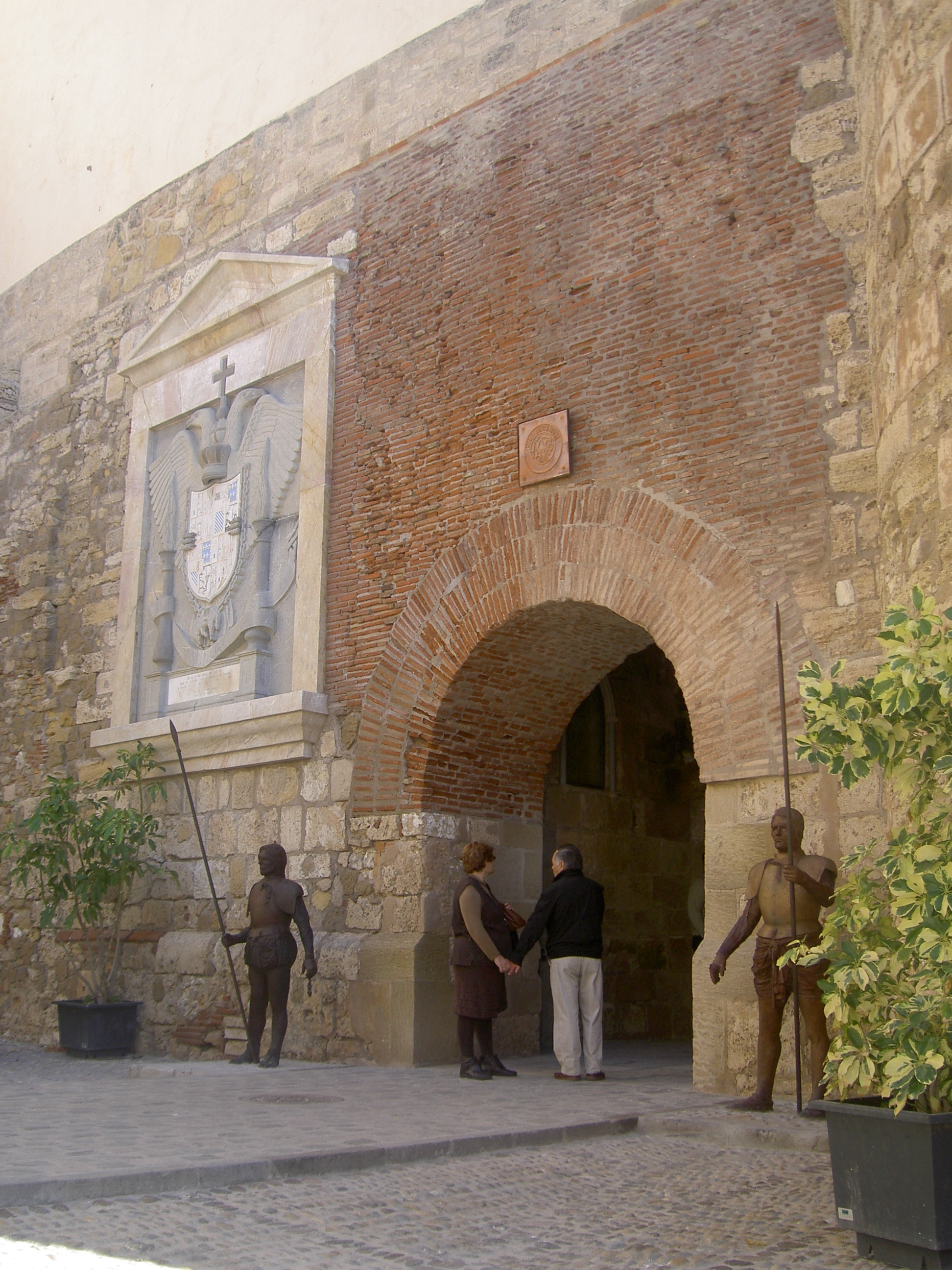
Puerta de Santa Ana

El Frente de Tierra se sitúa al oeste del primer recinto y presenta dos zonas bien diferenciadas: zona baja y zona alta.
- Zona baja: Incluye la Puerta de Santa Ana la Puerta de Santiago y la capilla de Santiago, construidas en el siglo XVI, con el Foso de Santiago, excavado en 1515. Este foso fue rellenado a principios del siglo XXI, y facilitó la conversión de la Ensenada de los Galápagos en una playa.
- Zona alta: Aquí se encuentra la Torre de la Vela, sobre la Batería de las Puertas, sede del Museo Andrés García Ibáñez de Arte Moderno y Contemporáneo. Además, la Batería de la Muralla Real incluye los torreones del Vigía de Tierra y de la Ampolleta Vieja.

En esta zona también se encuentran los Baluartes de la Concepción, el Museo Militar de Melilla y varias plataformas de artillería.

#### Frente de Trápana

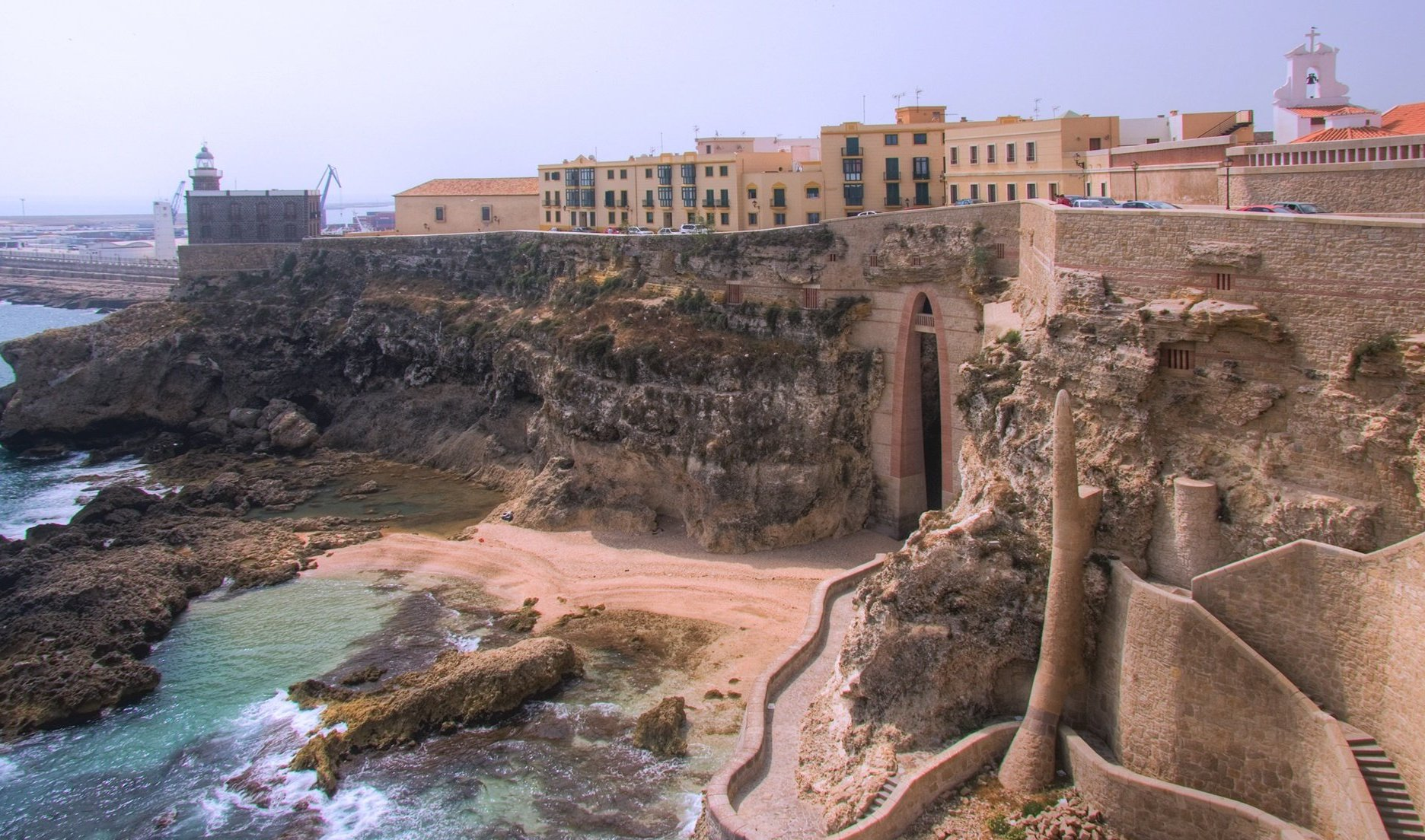
Frente de Trápana

El Frente de Trápana se localiza al norte del primer recinto y está compuesto por elementos arquitectónicos de gran valor histórico y defensivo. Destacan:
- Muralla de las Cruces, construida en el siglo XVI y restaurada en el XVIII.
- Cuevas del Conventico, utilizadas como refugios y almacenes durante los asedios.
- La Iglesia de la Purísima Concepción, con una imagen venerada de Nuestra Señora de la Victoria, patrona de la ciudad, y el Antiguo Convento de los Franciscanos.[13][14][6][7][15]

### Interior

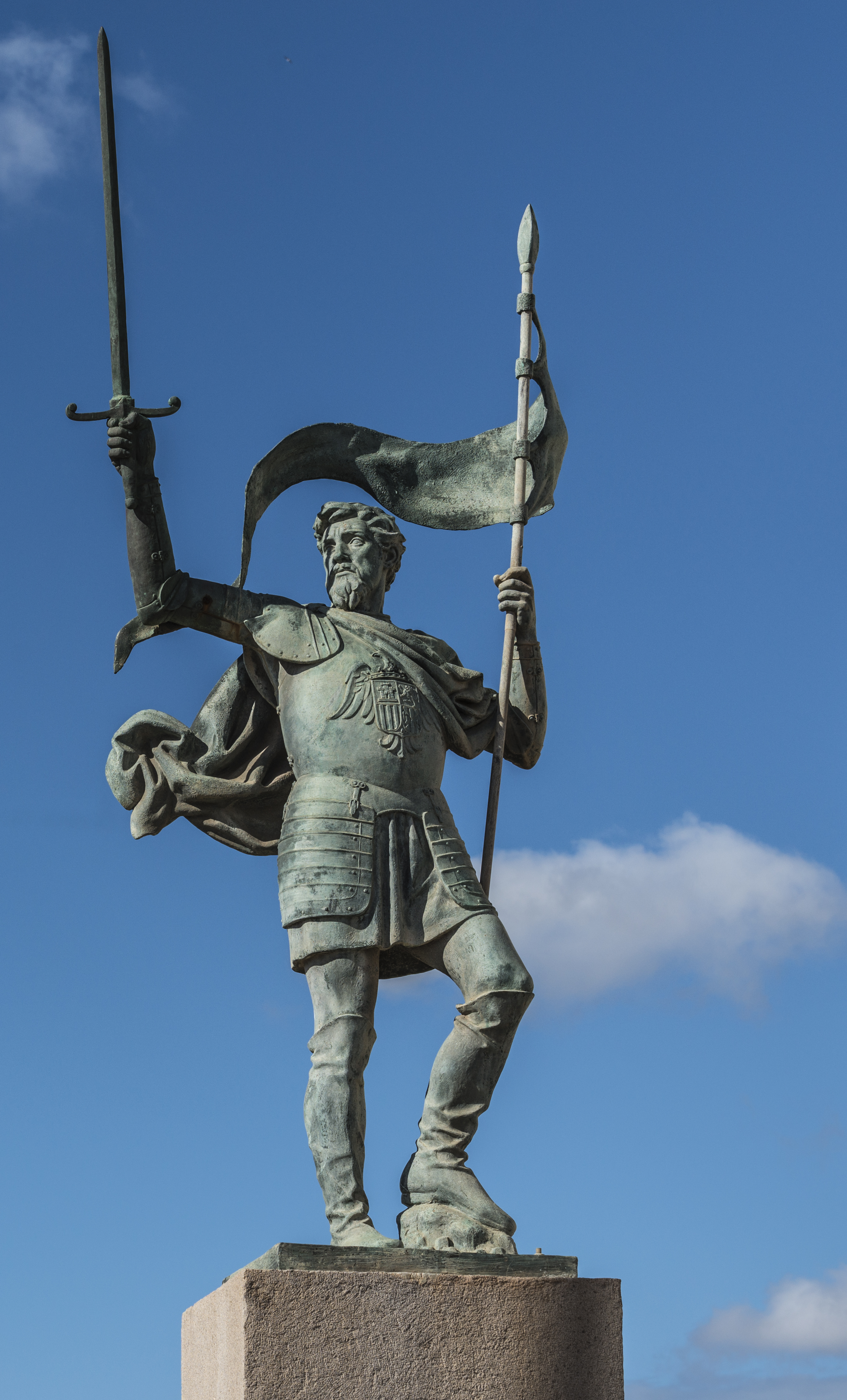
Monumento a Pedro de Estopiñán y Virués

Dentro del primer recinto se encuentran varios edificios históricos que reflejan la función administrativa, sanitaria y religiosa de la ciudadela a lo largo de los siglos. Estos edificios se distribuyen principalmente en las zonas bajas y medias del recinto y son fundamentales para entender la evolución de Melilla:
- Edificios del antiguo Gobierno Militar: En esta área se encuentran diversos edificios históricos, entre ellos el Monumento a Pedro de Estopiñán y Virués y el Yacimiento púnico-romano ubicado en los jardines cercanos.
- Almacén de las Peñuelas: Este almacén del siglo XVI es uno de los pocos ejemplos de las construcciones dedicadas a la conservación de alimentos y víveres durante los primeros periodos de la fortificación.
- Hospital y botica de San Francisco: Construido en el siglo XVII en la Calle de San Miguel, este hospital y botica sirvieron como centro de atención sanitaria durante los siglos de fortificación.
- Hospital del Rey: Este hospital del siglo XVIII, ubicado en la Plaza de la Parada, es uno de los elementos arquitectónicos más relevantes, y hoy alberga el Centro de Exposiciones.
- Cuevas del Conventico: Sistema de galerías excavadas en la roca que servía de refugio antiaéreo y almacén durante asedios. Su trazado interior se adapta al relieve natural del peñón y constituye un ejemplo notable de arquitectura de supervivencia militar.
- Real y Pontificia Iglesia de la Purísima Concepción: Adosada al Antiguo Convento de los Franciscanos, esta iglesia alberga una imagen de Nuestra Señora de la Victoria, patrona de la ciudad, y es un ejemplo de la conversión de estructuras religiosas a fines defensivos.
- Antiguo Palomar de Ingenieros: Anexo al Antiguo Convento de los Franciscanos, este edificio del siglo XIX refleja la continuidad de la actividad militar en la ciudadela durante los últimos siglos.[16][17][18]

### Elementos arquitectónicos destacados

#### Baluarte de la Concepción Alta

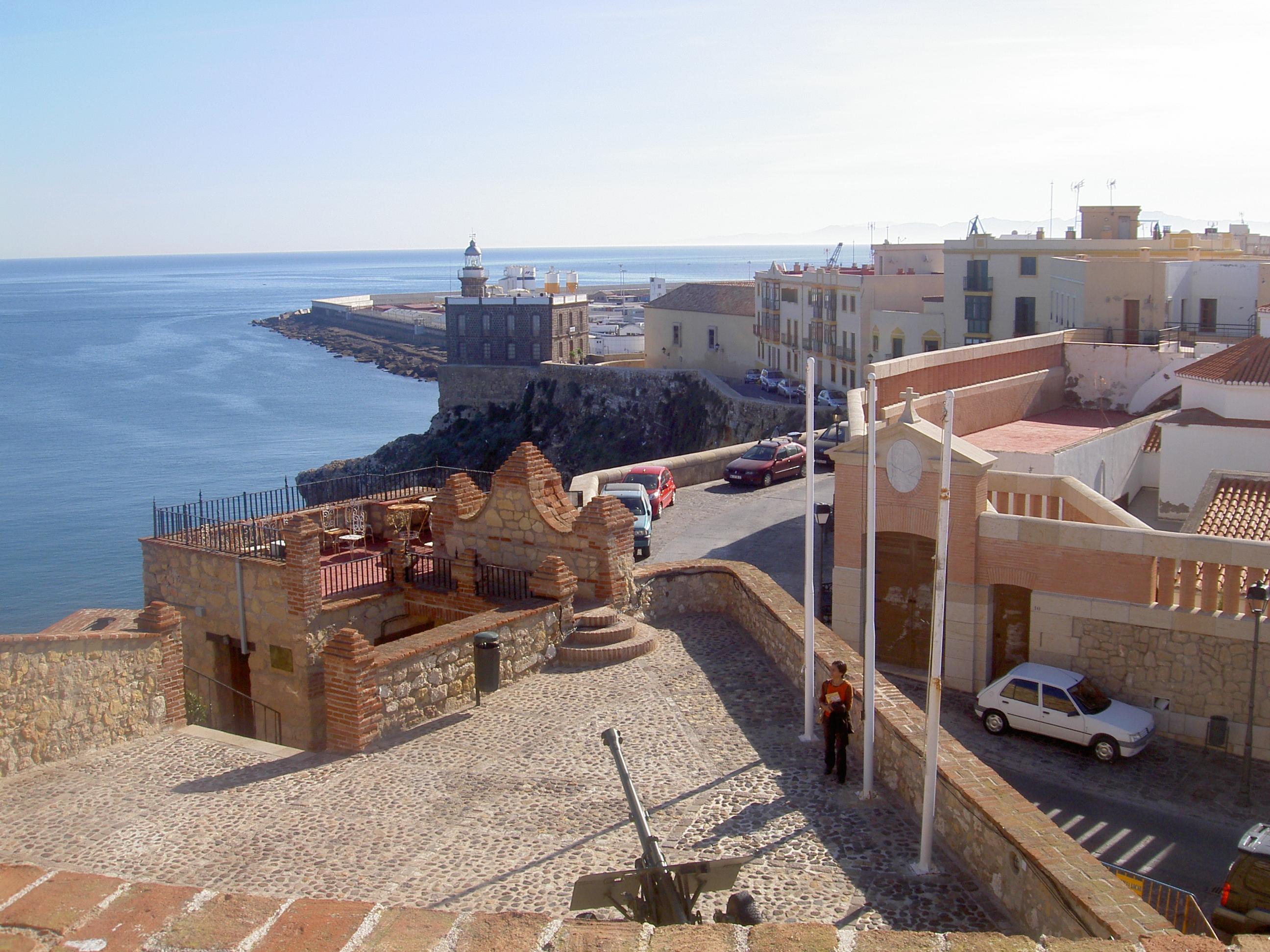
Baluarte de la Concepción Alta

Construido inicialmente en 1669 sobre un torreón del siglo XVI, ha sido restaurado en varias ocasiones, destacando las reformas de los siglos XVIII y XX. Su función original fue defensiva, adaptándose a las innovaciones en fortificación de la época. Actualmente, alberga el Museo Histórico Militar de Melilla, que exhibe una colección de objetos históricos relacionados con la ciudad y su historia militar. Además, el baluarte ofrece vistas panorámicas del mar Mediterráneo y la ciudad.

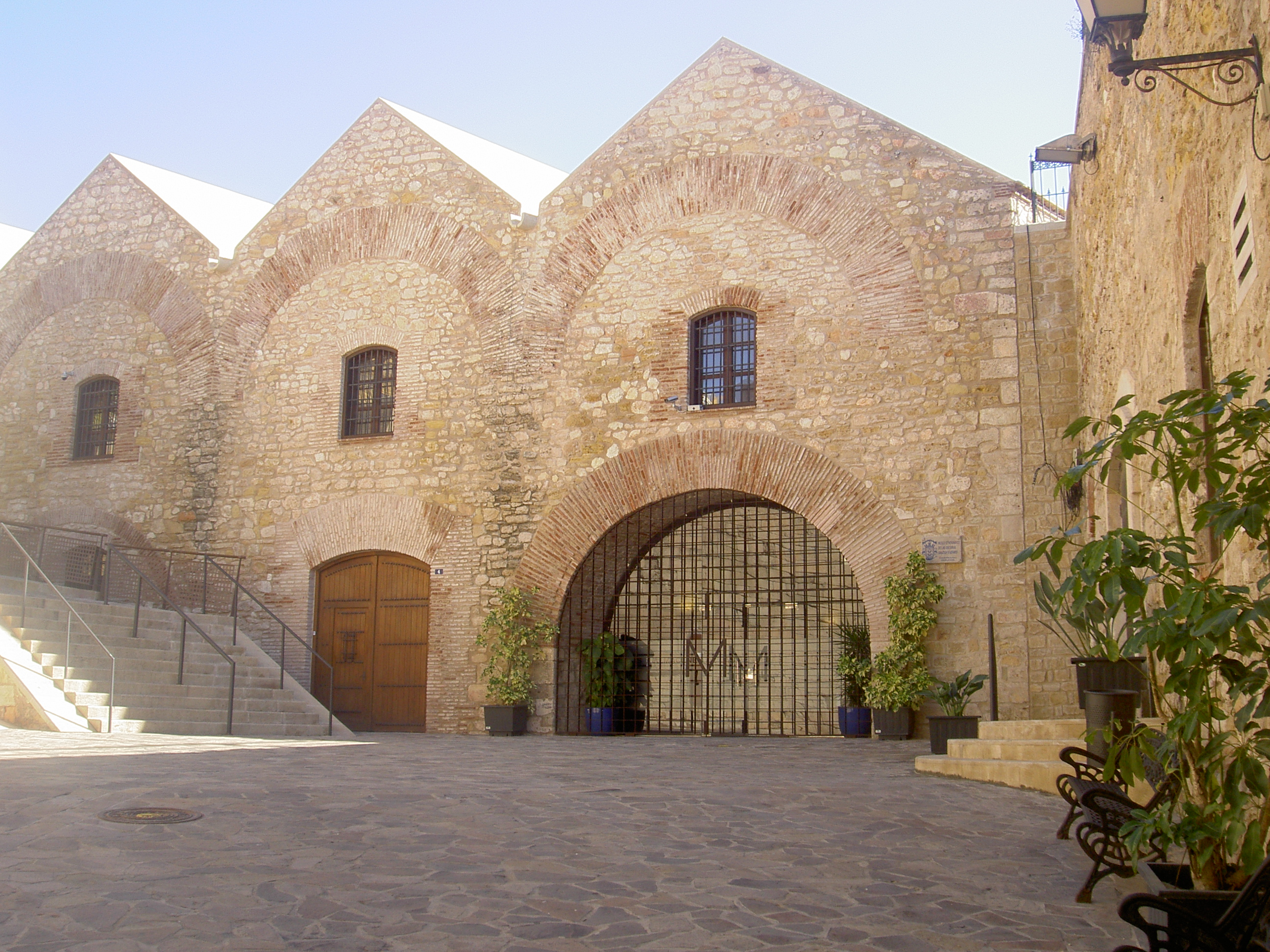
Almacén de las Peñuelas

#### Almacenes de las Peñuelas
Fueron construido en 1781 bajo el reinado de Carlos III. Originalmente destinados a almacenar víveres y materiales para la ciudad fortificada. En 2007, comenzaron su restauración y en 2011 se inauguró el Museo de Historia, Arqueología y Etnografía en su interior, que alberga una colección de piezas arqueológicas, cartografía histórica y objetos relacionados con la evolución de la ciudad. 

#### Aljibes de las Peñuelas

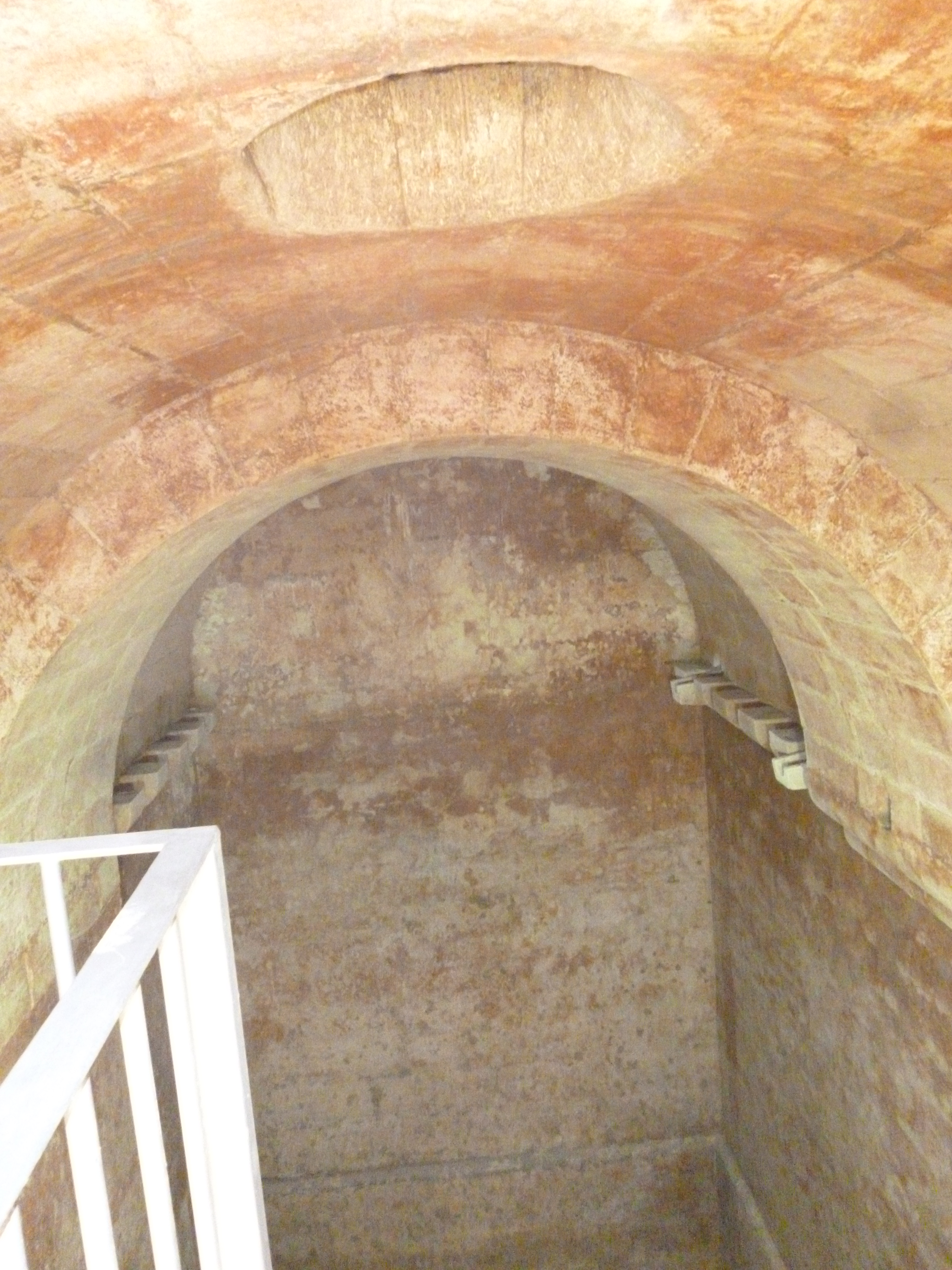
Aljibes de las Peñuelas

Construidos en 1571 para asegurar el suministro de agua a la ciudad fortificada. Diseñados con filtros de arena y grava, constan de dos decantadores y dos grandes depósitos interconectados, con capacidad para almacenar hasta 572 m³ de agua cada uno. Excavados en la roca y cubiertos por bóvedas de ladrillo, formaban parte del sistema defensivo e hidráulico de la ciudad. Tras ser clausurados en 1947, fueron restaurados y abiertos parcialmente al público en 1997. Actualmente, forman parte del patrimonio visitable de la ciudad.

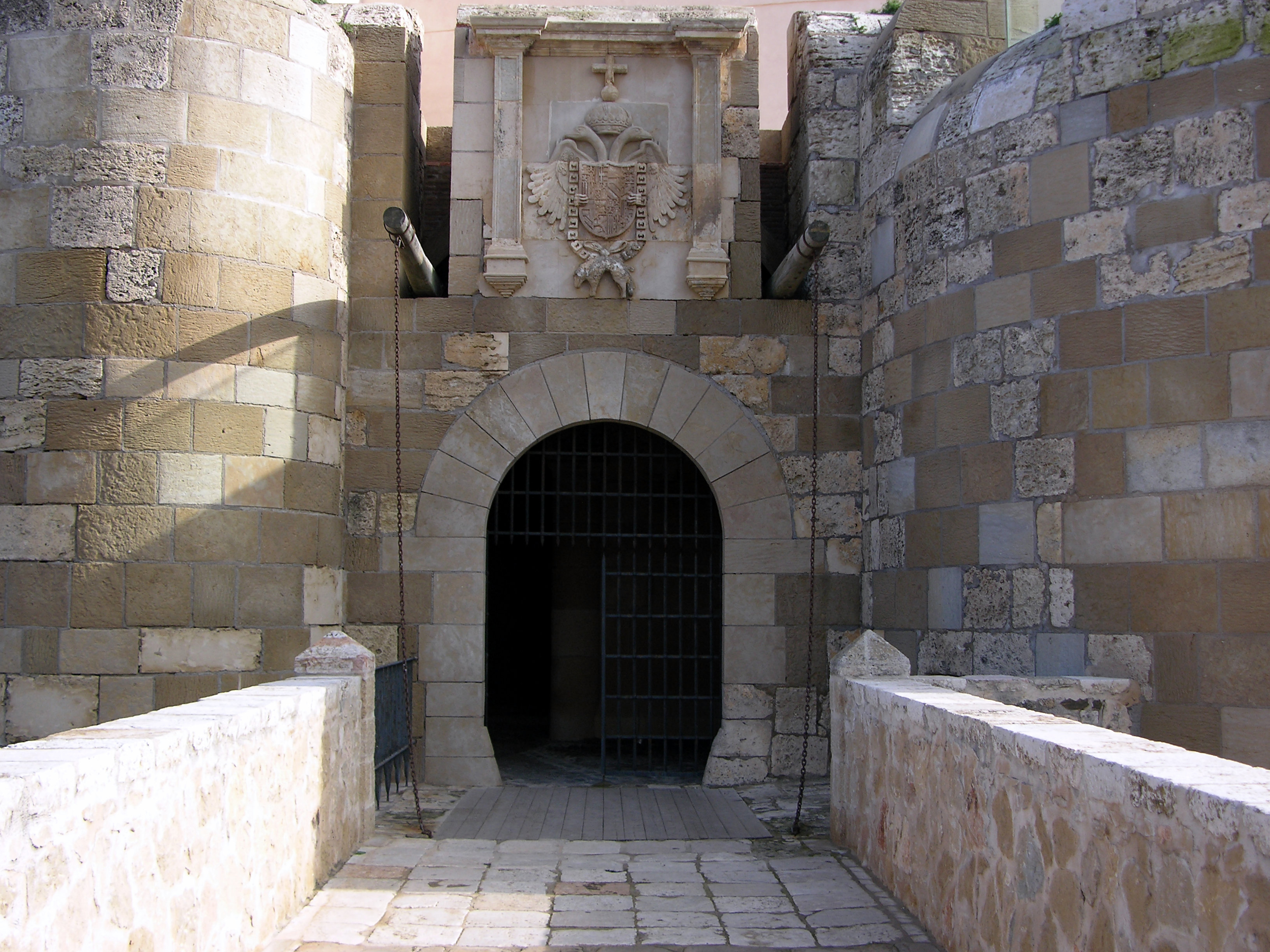
Puerta de Santiago

#### Puerta de Santiago

Cuevas del Conventico

Construida en 1549 por el ingeniero Miguel de Perea y reformada en varias ocasiones. Presenta un diseño en recodo flanqueado por torreones y está coronada por un escudo imperial de Carlos V. En 2025, se convirtió en el punto de partida de la Vía Rusadir, la primera ruta oficial del Camino de Santiago con origen en África. Un hito kilométrico, señalizado con símbolos jacobeos como la flecha amarilla y la concha del Peregrino, instalado frente a la puerta marca los 972,09 km que separan Melilla de Santiago de Compostela.

#### Cuevas del Conventico
Sistema de galerías excavadas en la roca que servía de refugio antiaéreo y almacén durante asedios. Su trazado interior se adapta al relieve natural del peñón y constituye un ejemplo notable de arquitectura de supervivencia militar.

#### Real y Pontificia Iglesia de la Purísima Concepción

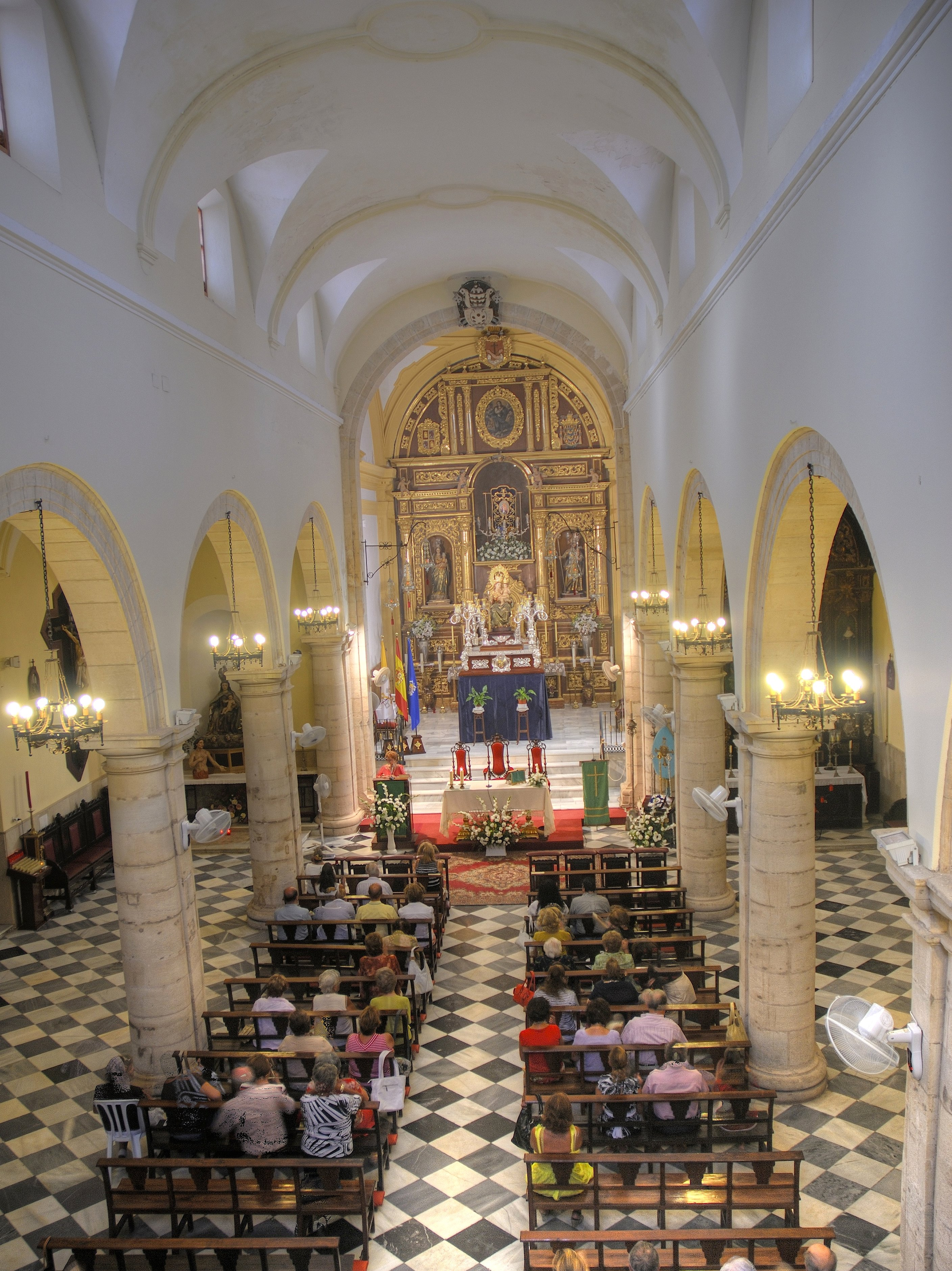
Real y Pontificia Iglesia de la Purísima Concepción

Su construcción comenzó a mediados del siglo XVI sobre los restos de una antigua ermita y ha sido testigo de siglos de historia religiosa, social y militar en la ciudad. Dedicada inicialmente a San Miguel Arcángel, en 1663 pasó a estar consagrada a la Inmaculada Concepción.
De estilo sobrio y renacentista, su planta rectangular se compone de tres naves separadas por columnas toscanas, una fachada de sillería y una espadaña con campanas. En su interior alberga un valioso patrimonio artístico, destacando el retablo mayor con la imagen de la Virgen de la Victoria, patrona de Melilla, así como otras capillas dedicadas al Rosario y a San Francisco. También conserva piezas históricas como una pila bautismal del siglo XVI y un Cristo de la Vera Cruz del siglo XV.
La iglesia ha sufrido numerosas restauraciones, especialmente tras el terremoto de Lisboa (1755) y el del mar de Alborán (2016), lo que ha permitido preservar tanto su función litúrgica como su valor patrimonial. Desde su última rehabilitación, finalizada en 2017, el edificio compagina el culto religioso con un uso cultural y museístico, integrándose plenamente en el recorrido monumental de Melilla la Vieja.

#### Hospital del Rey

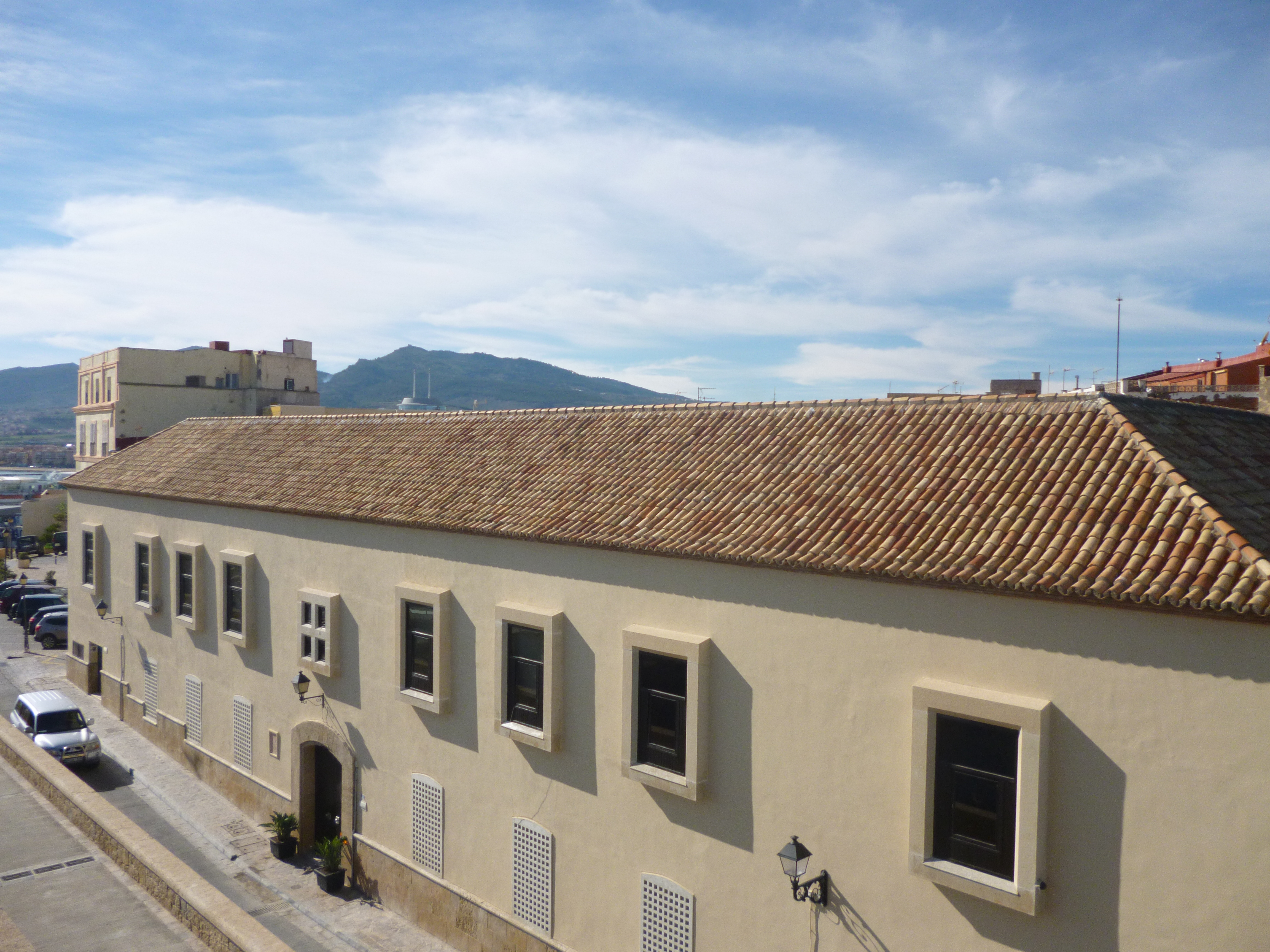
Hospital del Rey

Construido entre 1758 y 1775, funcionó durante más de dos siglos como hospital militar y civil, convirtiéndose en el principal centro sanitario de la ciudad. Tras su cierre en 1929 y años de abandono, fue rehabilitado en la década de 1990. Desde 1997 alberga el Archivo General de Melilla, la Biblioteca Cándido Lobera, el Servicio de Publicaciones de la Ciudad Autónoma y espacios para exposiciones temporales. Su conservación y uso actual lo consolidan como un importante centro cultural y documental.

### Transformaciones históricas
Desde su construcción a finales del siglo XV, el primer recinto ha sido objeto de múltiples intervenciones. Los ingenieros reales Gabriel Tadino de Martinengo, Juan Vallejo, Miguel de Perea y Francisco de Medina introdujeron soluciones propias de la fortificación moderna, reforzando los muros con terraplenos, abriendo troneras para artillería y perfeccionando los accesos.
Entre 1515 y 1556 se consolidó su morfología actual, con murallas de sillería blanca, torreones semicirculares y portales reforzados. Ya en el siglo XVII se realizaron importantes reparaciones a raíz de los continuos ataques del sultán Mohammed III. Aunque perdió su valor defensivo con el avance de la artillería moderna, el recinto se mantuvo como núcleo simbólico e institucional de Melilla.